# ゴルフトゥデイ
『ゴルフトゥディ』（GOLF TODAY）は、三栄が出版している月刊のゴルフ専門誌（雑誌）である。毎月5日発売。
1991年創刊(4月16日発売)。 創刊時は月2回（第1、第3火曜日）発売しており、発行元も株式会社日本ヴォーグ社だった。
「ゴルフをこよなく愛するゴルファーが、ゴルフの楽しさを満喫できる雑誌」をコンセプトにしている。
様々な変遷を経て、ゴルフの腕前・年齢・性別にかかわらず、誰もがゴルフを積極的に楽しめるような企画を展開し、多くのゴルファーに親しまれている。